# 莪原町
莪原町（ばいばらちょう）は、愛知県津島市の地名。江戸時代には「わいばら」とも訓んだ。

## 地理
津島市東部に位置する。北から東はあま市、西は百島町、南は大坪町、北は神守町に接する。

### 字一覧
- 現行字についての五十音順で配列している。読みはYahoo地図による[7]。明治15年当時の字は『愛知県地名収攬』343頁（莪原村）による。

| 現行字                   | 明治15年当時                         |
| ------------------------ | ------------------------------------ |
| 御釜田（おかまだ）       | 御釜田（みかまた）                   |
| 神守前（かもりまえ）     | 神守前（かもりまへ）                 |
| 河原（かわら）           | 河原（かわら）                       |
| 郷西（ごうにし）         |                                      |
| 郷東（ごうひがし）       |                                      |
|                          | 三昧前（さみまへ）                   |
| 三反田（さんたんだ）     | 三反田（さんたんた）                 |
| 下条免（しもじょうめん） | 下条免（しもしやうめん）             |
|                          | 十七（しうしち）                     |
| 善右田（ぜんねだ）       | 善右田（ぜんゑた）                   |
|                          | 中源（ちうけん）                     |
|                          | 辻田（つぢた）                       |
| 長島（ちょうがしま）     |                                      |
| 長ケ島（ちょうがしま）   | 長ケ島（なかがしま）                 |
|                          | 中島（なかじま）                     |
| 中深（なかふか）         |                                      |
|                          | 西一町田（にしいつちやうた）         |
| 西屋敷（にしやしき）     |                                      |
| 廿五（にじゅうご）       |                                      |
| 橋向（はしむこう）       | 橋向（はしむかへ）                   |
|                          | 張付場（はりつけば）                 |
|                          | 東一町田（ひがしいつちやうた）       |
| 東屋敷（ひがしやしき）   |                                      |
| 菱毛（ひしけ）           | 菱毛（ひしげ）                       |
| 不毛（ふけ）             | 不毛（ふもう）                       |
|                          | 文左エ門門浦（ぶんさゑもんもんうら） |
| みずほ                   |                                      |
|                          | 御鷹須（みたかす）                   |
|                          | 宮浦（みやうら）                     |
| 宮東（みやひがし）       | 宮東（みやひかし）                   |
|                          | 宮前（みやまへ）                     |
| 椋木（むくのき）         | 椋木（むくぎ）                       |
|                          | 茂兵浦（もひよううら）               |
| 屋敷（やしき）           | 屋敷（やしき）                       |
|                          | 屋敷前（やしきまへ）                 |

## 歴史

### 沿革
- 戦国時代 - 尾張国海東郡内の莪原郷として記録に残り、応永年間には絶海中津、天正年間には織田氏家臣の所領が所在したとされる[1]。
- 江戸時代 - 尾張藩領佐屋代官所支配の莪原村として所在した[1]。
- 1889年（明治22年） - 合併に伴い、益和村大字莪原となる[1]。
- 1906年（明治39年） - 合併に伴い、神守村大字莪原となる[1]。
- 1955年（昭和30年）1月1日 - 合併に伴い、津島市莪原町となる[1]。

## 世帯数と人口
2018年（平成30年）1月1日現在の世帯数と人口は以下の通りである。
| 町丁   | 世帯数  | 人口    |
| ------ | ------- | ------- |
| 莪原町 | 417世帯 | 1,073人 |

### 人口の変遷
国勢調査による人口の推移
| 1995年（平成7年）  | 1,082人 | [ 8 ]  |  |
| 2000年（平成12年） | 1,100人 | [ 9 ]  |  |
| 2005年（平成17年） | 1,024人 | [ 10 ] |  |
| 2010年（平成22年） | 1,010人 | [ 11 ] |  |
| 2015年（平成27年） | 1,035人 | [ 12 ] |  |

## 学区
市立小・中学校に通う場合、学区は以下の通りとなる。また、公立高等学校に通う場合の学区は以下の通りとなる。
| 番・番地等 | 小学校             | 中学校             | 高等学校 |
| ---------- | ------------------ | ------------------ | -------- |
| 全域       | 津島市立神守小学校 | 津島市立神守中学校 | 尾張学区 |

## 交通
- 西尾張中央道（愛知県道65号一宮蟹江線）[6]
- 愛知県道68号名古屋津島線（佐屋街道）[6]

## 施設
- 曹洞宗長光寺[1]北緯35度10分6.3秒 東経136度46分52.3秒 / 北緯35.168417度 東経136.781194度
- 真宗大谷派本行寺[1]北緯35度10分5.9秒 東経136度46分54.8秒 / 北緯35.168306度 東経136.781889度
- 八剣社[6]北緯35度10分16.2秒 東経136度47分2.7秒 / 北緯35.171167度 東経136.784083度
- 愛知県津島勤労福祉会館[6]

## 史蹟
- 津島市無形民俗文化財 - 莪原町三十人組神楽・莪原町二十六人組神楽[6]

## その他

### 日本郵便
- 郵便番号 : 496-0011[4]（集配局：津島郵便局[15]）。